# USS Mason (DDG-87)
Pour les autres navires du même nom, voir USS Mason.
L'USS Mason (DDG-87) est un destroyer de la classe Arleigh Burke en service dans l'US Navy nommé en l'honneur du premier équipage afro-américain du second Mason, le DE-529, en service pendant la Seconde Guerre mondiale.
37e destroyer de sa classe, le Mason est le 21e navire de la classe construit au chantier naval Bath Iron Works de Bath, dans le Maine. La construction commence le 19 janvier 2000 et il est lancé puis baptisé le 23 juin 2001. Le 12 avril 2003 a lieu sa cérémonie de mise en service à Port Canaveral, en Floride. Il est actuellement porté à la base navale de Mayport en Floride.

## Historique

### 2004-2015

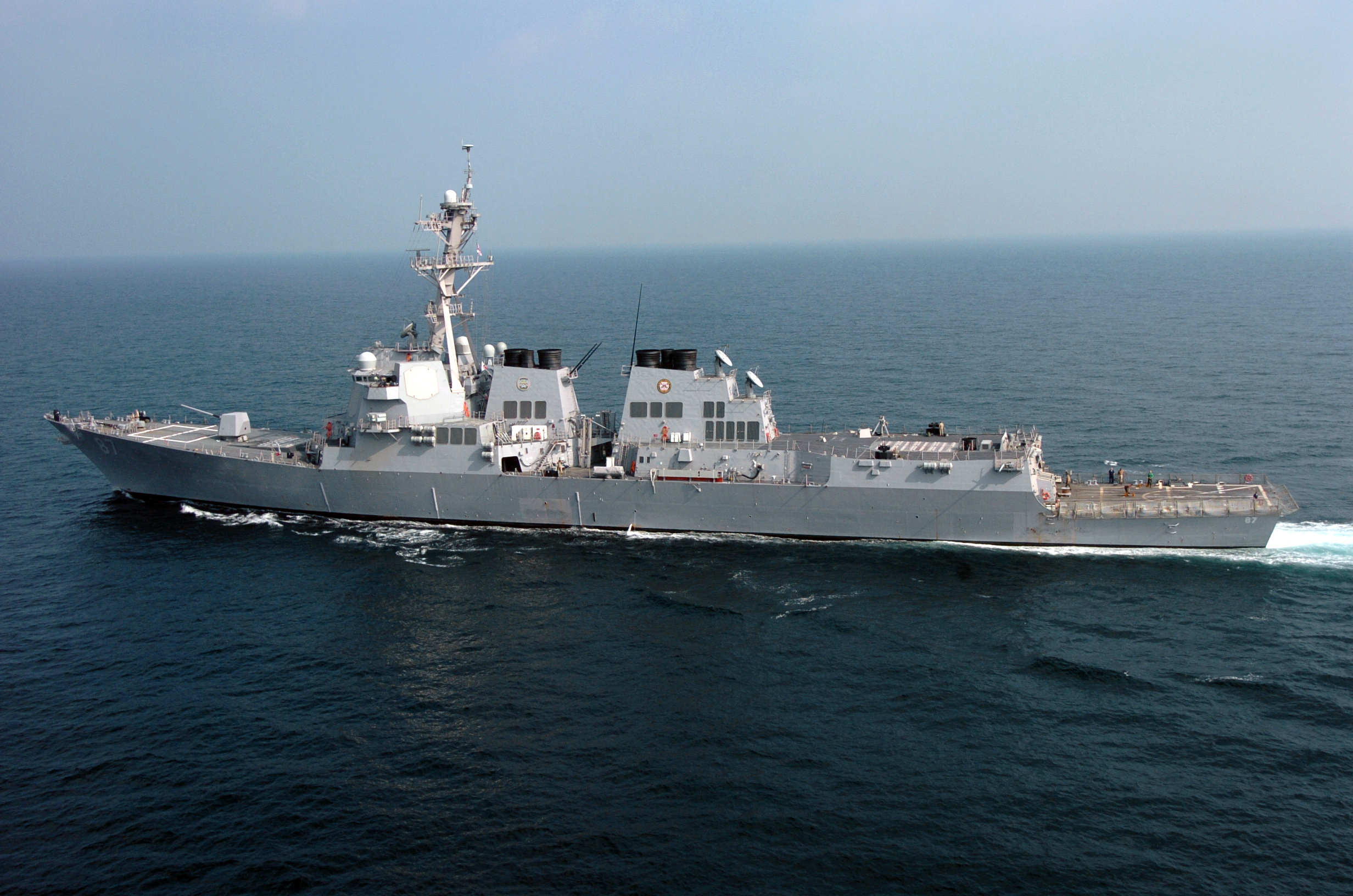
Le Mason dans le golfe Persique en janvier 2005.

L'USS Mason effectue son premier déploiement avec le groupe aéronaval de l'USS Harry S. Truman à l'appui des opérations Iraqi Freedom / Enduring Freedom à la fin de 2004. Le Mason revient aux États-Unis après six mois de déploiement le 18 avril 2005.
Le 3 octobre 2006, le Mason appareille de la base navale de Norfolk pour un déploiement de sept mois dans le golfe Persique en soutien à la guerre mondiale contre le terrorisme. Il participe à l'exercice « Neon Falcon » avant de rentrer à sa base en mai 2007.
Le Mason est déployé avec le porte-avions USS Theodore Roosevelt le 12 septembre 2008.

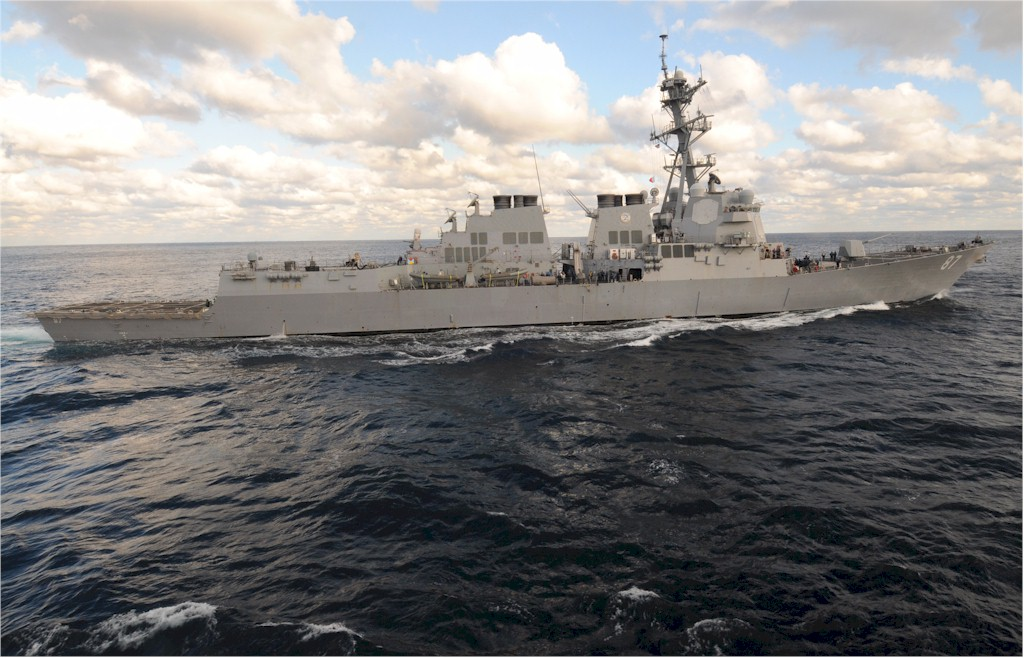
Le Mason dans l'Atlantique en 2011.

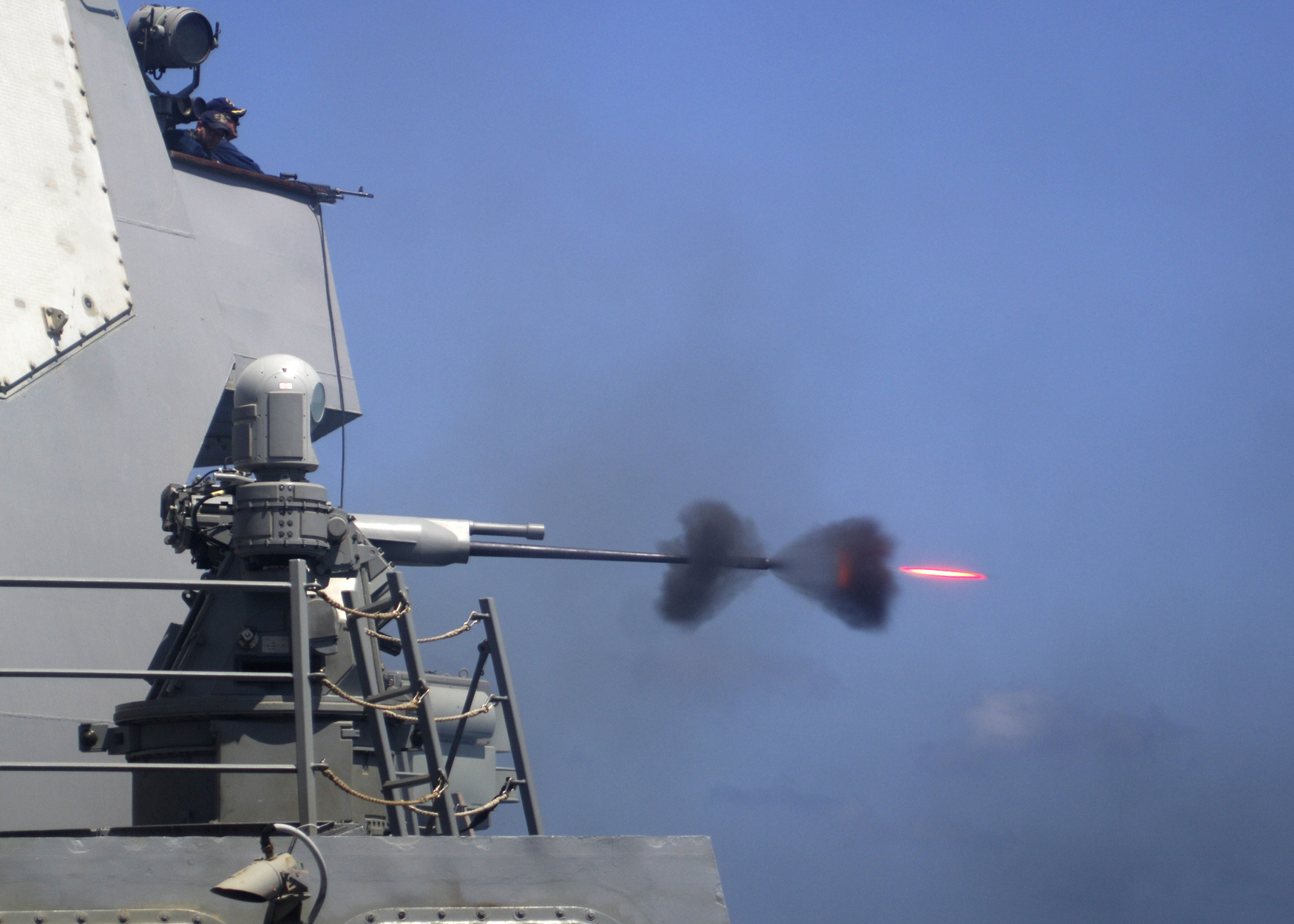
Canon de 25 mm Mark 38 du Mason lors d'un exercice de tir en 2011.

Le 12 mars 2011, il traverse le canal de Suez en route vers la Méditerranée, pour soutenir une éventuelle action humanitaire ou militaire en réponse à la guerre civile libyenne. En avril 2011, une équipe d'arraisonnement du navire parvient à libérer cinq otages yéménites des 11 pirates somaliens s'étant emparés du navire battant pavillon yéménite F/V Nasri. Les pirates ont grièvement blessé deux autres pêcheurs lors de leur attaque, laissé les blessés à terre, puis emmené le Nasri au large en tant que vaisseau mère pirate. Des armes d'assaut, munitions, lance-roquettes et autres lanceurs seront détruits par l'équipe d'arraisonnement.
Le 22 juillet 2013, il est déployé dans la zone d'opération de la 5e flotte et de la 6e flotte dans le cadre du groupe aéronaval du Harry S. Truman. Le Mason retourne à son port d'attache le 18 avril 2014.
Le 7 novembre 2015, agissant comme navire amiral de la 26e escadre de destroyers, le Mason mène des exercices au large de la côte Est avec les navires de la marine de l'Armée populaire de libération de la république populaire de Chine.

### Attaques de 2016 au large du Yémen
Le 3 octobre 2016, à la suite d'une attaque de missiles guidés par les rebelles Houthis contre le HSV-2 Swift exploité par les Émirats arabes unis, le Mason est déployé au large des côtes du Yémen déchiré par la guerre, aux côtés des destroyers USS Nitze, USS Roosevelt et USS Ponce, un quai de transport amphibie servant de base d'atterrissage avancée et de banc de test. Selon un responsable anonyme du ministère américain de la Défense, le but de l'envoi des navires est de « garantir la poursuite de la navigation sans entrave dans le détroit et ses environs ».
Le 9 octobre 2016, opérant près du détroit de Bab-el-Mandeb, le Mason est visé par deux missiles tirés depuis le territoire contrôlé par les Houthis. Les deux missiles finissent par s'écraser dans l'eau,. Les Houthis nient avoir lancé l'attaque contre le navire de guerre. Selon l'Institut naval des États-Unis, le Mason a tiré deux missiles SM-2 Standard et un missile RIM-162 ESSM afin d'intercepter les deux missiles, tout en ayant déployé son leurre Nulka. L'un des deux responsables américains de la défense cités anonymement ajoute qu'une zone d'ombre demeure quant au sort des missiles tirés ; abattus ou s'étant perdus en mer? Il s'agit cependant de la première utilisation en combat de missiles antiaériens embarqués tirés depuis des cellules de lancement vertical en réponse à une menace réelle de missile entrant.
Le 12 octobre 2016, le Mason est de nouveau visé par des missiles tirés depuis le territoire yéménite, alors qu'il opère dans le détroit de Bab el-Mandeb. Les missiles, tirés depuis près de la ville d'Al-Hodeïda, dans le sud du Yémen, manquent leur cible. Alors que le sort du premier missile diverge, les responsables déclarent que le Mason a réussi à intercepter le second missile à une distance d'environ 13 km, marquant pour la première fois de l'histoire la destruction par un navire de guerre d'un missile antinavire entrant avec un SAM en véritable légitime défense. Le 13 octobre 2016, les États-Unis attaquent avec des missiles de croisière lancés depuis le Nitze trois sites radars dans le territoire contrôlé par les Houthis, soupçonnés d'avoir été impliqués dans les précédentes attaques de missiles.
Le 15 octobre 2016, le Mason est visé par une troisième attaque des Houthis impliquant cinq missiles de croisière antinavires alors qu'il opère dans la mer Rouge, au nord du détroit de Bab el-Mandeb. Le destroyer américain tire un leurre radar, un leurre infrarouge et plusieurs missiles SM-2 Standard en réponse, neutralisant ou interceptant quatre des cinq missiles entrants. La marine signale que le cinquième missile entrant avait été neutralisé par un leurre radar lancé depuis le Nitze, après l'alerte de la menace par le Mason.

### 2017-2022
Le 23 mai 2017, le Mason reçoit la Battenberg Cup (en) 2016, récompensant le meilleur navire ou sous-marin polyvalent de la flotte de l'Atlantique de la marine américaine sur la base des réalisations de l'équipage. Il s'agit du cinquième destroyer à recevoir cette distinction depuis sa création 111 années plus tôt.
Le 22 août 2022, le Mason effectue un changement de port d'attache, transitant de la base navale de Mayport  à Jacksonville, en Floride.

### Guerre à Gaza
Le 14 octobre 2023, le secrétaire américain à la Défense Lloyd Austin dirige le porte-avions à propulsion nucléaire Dwight D. Eisenhower accompagné de son groupe aéronaval, qui comprend le croiseur Philippine Sea et les destroyers Mason, Laboon et Gravely, vers l'est de la Méditerranée en réponse à la guerre à Gaza. Il s'agit du second groupe aéronaval déployé dans la région en réponse au conflit, après la Task Force du porte-avions Gerald R. Ford, dépêchés six jours plus tôt.
Le 26 novembre 2023, le Mason répond à un appel de détresse du pétrolier commercial Central Park, saisi par des hommes armés dans le golfe d'Aden. Cinq hommes armés ont tenté de s'échapper à bord d'un bateau rapide, avant d'être pourchassés pour finalement se rendre à une équipe de recherche dépêchée par le Mason. Deux missiles balistiques sont tirés depuis les régions du Yémen contrôlées par les Houthis en direction des navires Mason et Central Park, mais ceux-ci tombent en mer à environ 10 milles marins de leur localisation, sans blessé ni dommage signalé.
Le 6 décembre 2023, le Mason abat un drone aérien se dirigeant vers le Mason depuis le Yémen, que les responsables attribuent aux rebelles Houthis alliés à l'Iran, comme ce fut le cas dans le sud de la mer Rouge.
Le Mason répond à un nouveau l'appel de détresse du pétrolier / chimiquier battant pavillon norvégien Strinda, en provenance de Malaisie et transportant une cargaison d'huile de palme, heurté par un missile de croisière antinavire alors qu'il traversait le détroit de Bab-el-Mandeb le 11 décembre 2023,.
Le 13 décembre 2023, le Mason abat en état de légitime défense un drone lancé depuis une zone du Yémen contrôlée par les Houthis, qui se dirigeait directement vers lui,. Le destroyer répondait à ce moment-là à l'appel de détresse émis par le pétrolier Encounter, victime d'une tentative d'abordage par les forces houthistes. Le pétrolier transportait du carburéacteur de l’Inde vers les Pays-Bas et la Suède.

### Crise de la mer Rouge (depuis 2023)
Le 12 janvier 2024, les Philippine Sea, Mason et Gravely tirent des missiles de croisière Tomahawk sur les rebelles Houthis soutenus par l'Iran au Yémen. Des avions du Carrier Air Wing Three, embarqués sur le porte-avions Dwight D. Eisenhower, ont également participé aux frappes.

## Décorations
- Combat Action Ribbon (9-15 octobre 2016)
- Navy Unit Commendation (octobre 2006-mai 2007, septembre 2008-avril 2009)
- Meritorious Unit Commendation (janvier 2011-novembre 2012)
- Navy E Ribbon (2004, 2005, 2016)
- Navy Expeditionary Medal (septembre-novembre 2013)
- Battenberg Cup (en) (2016)[29]